# Festival di Castrocaro 1961
Questa pagina raccoglie i dati relativi all'edizione del Festival di Castrocaro del 1961.

## La manifestazione
Al concorso si iscrivono per la V edizione circa 500 cantanti, che vengono selezionati in tutta Italia fino ad arrivare ad una rosa di trentadue giovani che vengono esaminati da una commissione che ne ammette nove alla serata finale.
Tra i partecipanti figura anche un ventenne Umberto Bossi, con lo pseudonimo Donato.

## I partecipanti
- Anna Maria Ramenghi (Bologna, 1946)
- Cristina Amadei (Bologna, 3 marzo 1942)
- Nino Del Fiume (Bologna)
- Carla Montanari (Forlì)
- Pina Montanari (Forlì)
- Tiziana Tartarini (Ferrara)
- Edda Tregnaghi (Bolzano)
- Graziella Daino (Torino)
- Bruno Nucilla (Belluno)
- Donato (nome d'arte di Umberto Bossi) (Cassano Magnago)

## Gli eliminati
- Franca Moris (Bologna)
- Cino Accordi (Verona)
- Donato (nome d'arte di Umberto Bossi) (Cassano Magnago)